# Єкатериновка (Ішимбайський район)
Єкатери́новка (рос. Екатериновка, башк. Екатериновка) — присілок у складі Ішимбайського району Башкортостану, Росія. Входить до складу Янурусовської сільської ради.
Населення — 21 особа (2010; 19 в 2002).
Національний склад:
- росіяни — 90%